# Kanton Lanester
Lanester is een kanton van het Franse departement Morbihan. Het kanton maakt deel uit van het arrondissement Lorient.

## Gemeenten
Het kanton omvatte tot 2014 uitsluitend de gemeente Lanester. 
Bij de herindeling van de kantons door het decreet van 21 februari 2014, met uitwerking op 22 maart 2015, werd daar de gemeente Caudan aan toegevoegd.